# NFT
非同質化代幣（英語：Non-Fungible Token，简称：NFT），是一种众筹扶持项目方的方式，也是区块链（数位账本）上的一种数据单位，每个代幣可以代表一个独特的數碼資料，作為虛擬商品所有權的電子認證或憑證。由於其不能互换的特性，非同質化代幣可以代表數位資產，如畫作、藝術品、聲音、影片、游戏中的项目或其他形式的创意作品。虽然作品本身是可以无限复制的，但這些代表它们的代幣在其底层区块链上能被完整追踪，故能为買家提供所有权证明。诸如以太幣、比特币等加密貨幣都有自己的代币标准以定义对NFT的使用。

## 描述
非同質化代幣是一种储存在区块链（数位账本）上的数据单位，它可以代表艺术品等独一无二的數位資產。其是一种加密代币，但与比特币等加密货币不同，其不可互换。 一个非同質化代幣是透过上传一个文件，如艺术品，到非同質化代幣拍卖市场，此舉将创建一个记录在數位账本上的文件副本，以作为非同質化代幣，可以透過加密货币來购买和转售。虽然創作者可以出售代表該作品的非同質化代幣，但他們仍然可以保留作品的版权，并创造更多的同一作品的非同質化代幣。非同質化代幣的买家并不能获得对作品的独家访问权，买家也不能获得对原始數位文件的獨佔性。将某一作品作为非同質化代幣上传的人不必证明他们是原创艺术家，在許多爭議案例中，在未经创作者许可的情况下，艺术品被盜用于非同質化代幣。

## 发展历史

### 早期历史（2014年－2017年）
2014年5月，Kevin McCoy and Anil Dash创造了第一个已知的NFT，其中包括McCoy的妻子Jennifer制作的一个视频剪辑。McCoy在Namecoin区块链上注册了这个视频，并以4美元的价格卖给了Dash，在纽约市新博物馆举行的七对七会议上进行了现场演示。McCoy和Dash称这项技术为“货币化图形”。一个不可替代的、可交易的区块链标记通过链上元数据（Namecoin启用）明确链接到一件艺术品上。这与其他区块链和平台上的多单元、可替换、缺少元数据的同质货币形成了鲜明对比。
2015年10月，第一个 NFT 项目 Etheria 在伦敦举行的DEVCON 1展示会上启动，这是以太坊的第一次开发者大会，距离以太坊区块链启动已经过去了三个月。Etheria 的457块可购买和可交易的六角形瓷砖中的大部分在超过五年的时间里都没有卖出去，直到2021年3月13日重新爆发对NFT的购买热潮。在24小时内，所有当前版本和以前版本的瓷砖，每个以1 ETH的价格（发布之初价值0.43美元）售出，总共售价140万美元。
NFT一词只是在ERC-721标准下才得以流行，ERC-721标准是2017年通过 Ethereum GitHub 首次提出的。当年启动了多个NFT项目，这个标准与几个NFT项目同期发布，其中包括Curio Cards、CryptoPunks（一个交易独特卡通人物的项目，由美国工作室 verla Labs 在 Ethereum 区块链上发布）和Rare Pepe交易卡片。

### 引起大眾注意（2017年－至今）
2017年的在线游戏CryptoKitties通过销售可交易的猫咪NFT赚钱，它的成功引起了公众对NFT的关注。
在2020年，NFT市场经历了快速增长，市值增长了三倍，达到2.5亿美元。在2021年的前3个月，超过2亿美元被用于NFT交易。
在2021年的前几个月，在一系列引人注目的销售和艺术品拍卖之后，人们对NFT的兴趣持续增加。
根據NFT數據網站NonFungible的統計，2021年9月NFT平均日銷量約為15.3萬件（當月單日銷售量甚至曾達到22.4萬件高峰），相較之下，2022年4月NFT平均日銷量只剩3.6萬件，衰退了76％；2022年4月的月銷售總額也比2021年9月下降了約22％。華爾街日報的播客專訪提及，NFT銷售額下降使許多持有者帳面上的數位資產價值遠低於實際支付的價格，一方面固然是投資人擔憂通貨膨脹和美國聯邦準備系統將改變貨幣政策，使得股票和債券都在下跌，NFT算是種投機性的賭注，當然也會下跌；另一方面，就算每個NFT都是獨特的數位資產並具有價值，當它變得太受歡迎以至於供過於求，就目前的數據來看，已創造的NFT超過900萬件而買家卻不到200萬人，一小群口袋有限的買家面對這樣一個龐大的、每個NFT都是獨一無二的數位資產市場，問題不言而喻。
2022年7月，微軟子公司Mojang Studios發出聲明，拒絕任何區塊鏈及NFT商品進入旗下遊戲Minecraft引發NFT平台業者譴責，並造成使用NFT技術作為交易核心的NFT Worlds之虛擬貨幣價值下降近七成。

## 用途

### 主要類型
NFT是連結數位檔案資產的數位代幣，擁有NFT主要就是擁有憑證以使用數位資產，只是買方通常不會被授予版權。有時可以協議給買家憑證作為個人、非商業的使用，有些憑證也開放數位資產底本作為商業使用，畢竟都是特例。

#### 數位藝術

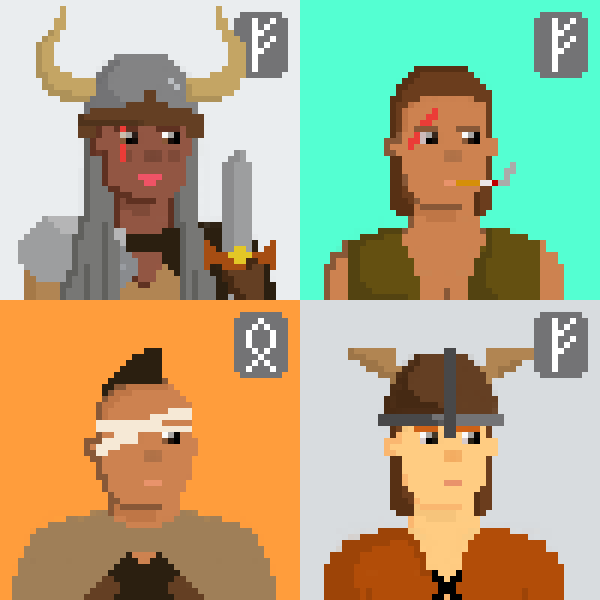
不少數位NFT作品都屬於衍生藝術，例如這幾個像素画的角色。

美國策展人兼藝術史學者Tina Rivers Ryan專研數位藝術品，她說藝術博物館普遍不認為NFT能創造「持續的文化聯結」，並拿NFT與網際網路泡沫前的網路藝術熱潮做比較。儘管蘇富比、佳士得這些拍賣行和世界各地的博物館與畫廊紛紛開始與Refik Anadol、Dangiuz和 Sarah Zucker 等數位藝術家合作，運用平台銷售NFT，並透過虛擬畫廊、生活中的銀幕、顯示器和電視來展示這些NFT作品，卻還是沒有統一的身分驗證機制來防止盜賣行為或銷售數位贗品。
截至2022年5月，OpenSea總交易量（volume traded）最高的收藏品來自於：CryptoPunks、Ape Yacht Club 、Mutant Ape Yacht Club和 Art Blocks curated。CryptoPunks的作品多為衍生藝術 （页面存档备份，存于），而Art Blocks curated則更專注在用傳統藝術形式來製作現代藝術家的收藏品，例如羅伯特﹒霍金（Robert Hodgin）的《虛構河流的古代路線》。
- 最常應用NFT的當屬數位藝術。[31]數位藝術相關NFT的拍賣相當高調所以受到大眾廣泛注意。2021年最昂貴的NFT作品是藝術家Pak的〈Merge〉，拍賣價格為9,180萬美元，[32][33]而藝術家Beeple的 〈Everydays: the First 5000 Days〉 則以6,930萬美元位居第二。[34]

- EtherRocks或CryptoPunks的NFT藏品系列都屬於衍生藝術，用一系列簡單圖片組件的不同組合方式來創建各種圖像。[35]

- 2021年3月，區塊鏈公司Injective Protocol （页面存档备份，存于）以95,000美元從英國塗鴉藝術家Banksy 手中購買了一幅〈Morons （White）〉的絲網印刷原作，並拍攝了一段影片，片中有人在紐約某個公園用打火機燃燒了這幅作品，他們把影片鑄造成NFT並出售。燒毀藝術品的人自稱Burnt Banksy，說這樣做是把實體藝術品轉移到NFT空間的方式。[36][37]
- 2022年5月，Beeple與流行樂天后瑪丹娜（Madonna）聯手創作NFT《Mother of Creation》系列，共三項作品主要以影片加上文字或音樂元素來製作，是瑪丹娜推出的首組NFT。[38]

#### 區塊链遊戲
NFT可以代表遊戲中的資產，諸如數位地皮。有評論員認為如果數位資產可以在未經遊戲開發商許可的情況下於第三方市場上交易，數位資產才算是由用戶控制。
- 謎戀貓（CryptoKitties）是款早期成功的區塊鏈線上遊戲，[16]遊戲中玩家可以收養和交易虛擬貓咪。遊戲之NFT虛擬幣值達到了1,250萬美元投資額，有些小貓單隻售價甚至超過10萬美元。[40][41]謎戀貓運營成功後被加進ERC-721標準中，該標準創建於2018年1月，並於6月完成。[42][15]相似的NFT類型線上遊戲還有於2018年3月推出的Axie Infinity （页面存档备份，存于）。[43]
- 2021年10月維爾福公司（Valve Corporation）串流平台宣布，禁止應用程序使用區塊鏈技術或NFT來進行等值兌換或交易遊戲配件。[44]
- 2021年12月育碧娛樂公司（Ubisoft）公開發表NFT平台「Ubisoft Quartz」，允許人們使用加密貨幣購買珍稀的數位物品。[45]該公告引發了批評，YouTube上對這支發表影片的不喜歡率為96%，之後影片就下架了。[46]育碧的某些開發商也對此公告表示擔憂。[47]2022年遊戲開發者大會年度報告指出，70%受訪的開發者表示並不想把NFT或加密貨幣整合到遊戲中。 [48]
- 某些奢侈品品牌如杜嘉班納（Dolce&Gabbana）替線上電視遊戲鑄造了外妝NFT。[49]2021年11月摩根士丹利發布了一份報告指出：到2030年這一類NFT應用的市場規模將達到數十億美元。[50]

#### 音樂
據2021年2月報導，藝術家出售的作品和音樂NFT，為音樂產業創造了約2,500萬美元的產值。2021年2月28日美國DJ暨電子舞曲音樂家3LAU以總價1,170萬美元售出33個NFT的合輯，以紀念他的專輯《Ultraviolet》出版三周年。2021年3月3日里昂王族（ Kings of Leon）為了宣傳專輯《When You See Yourself》也製作了NFT。其他發行過NFT的音樂家還有：美國饒舌創作歌手利爾·龐普（Lil Pump）、加拿大歌手及視覺藝術家格萊姆斯（Grimes）、視覺藝術家Shepard Fairey與饒舌唱片製作人Mike Dean的共同作品、美國饒舌歌手阿姆（Eminem）等。

#### 電影
- 2018年5月20世紀影業與Atom Tickets合作，發布了《死侍2》限量版數位海報來宣傳影片，可從OpenSea和GFT交易所購得。[58]2021年3月Adam Benzine拍攝的HBO紀錄片《朗玆曼：「浩劫」的幽靈》(2015)成為第一部以NFT形式拍賣的電影和紀錄片。[59]
- 電影工業應用NFT的還包括：為《哥斯拉大戰金剛》發布獨家NFT 藝術收藏專輯，[60]導演凱文‧史密斯在2021年4月宣布新作《吉佬殺手到此一遊》（Killroy Was Here）將發布NFT。[61]由Rick Dugdale導演、安東尼‧霍普金斯主演的2021年電影《零接觸》（Zero Contact）也發布NFT。[62]
- 2021年4月Gregg Leonard為電影《勝利》（Triumph）譜寫的配樂是第一個故事片配樂NFT。   [63]
- 2021年11月導演昆汀‧塔倫蒂諾發布了7個《黑色追緝令》未刪減場景NFT，米拉麥克斯影業隨後提起訴訟，聲稱公司的電影權利受到侵犯，因為1993年與塔倫蒂諾簽訂的原始合約應涵蓋《黑色追緝令》的NFT鑄造權。[64]

#### 其他項目
- 不少網路迷因也加入NFT行列，由迷因創作者或迷因對象來鑄造及出售。[65]例如：神煩狗，柴犬圖像[66]，以及查理咬我手指[67]，彩虹貓[68]及災難女孩[69]。

- 某些虛擬世界（時髦的說法叫元宇宙）也將NFT當作交易虛擬物品和虛擬房地產的工具。[70]

- 有些色情作品也有NFT可買賣，但是NFT市場排斥色情內容使得創作者發展受限。[71]

- 2021年5月加洲大學柏克萊分校宣布將拍賣兩項諾貝爾獎發明專利的發表NFT：常間回文重複序列叢集蛋白基因編輯-Cas9核酸酶（CRISPR-Cas9）和癌症免疫療法。學校仍擁有這些發明的專利，NFT只導向專利發表—即學校供研究人員公開其發明的內部表格。[72]

- 首枚表彰政治異議人士的NFT鑄造於2021年3月29日，內容是Stanislovas Tomas教授於2019年4月8日拍攝的視頻〈摧毀象徵當代立陶宛的納粹紀念碑〉，教授用大錘摧毀了位於立陶宛科學院的一座國家贊助設立的紀念碑，向納粹戰犯Jonas Noreika致意。[73]

- 2020年CryptoKitties開發商Dapper Labs發布了NBA TopShot方案，可以購買籃球比賽精彩好球NFT。[74]此方案運用Flow區塊鏈。[75]

- 2021年3月Twitter創始人傑克·多西的第一條推文NFT以290萬美元售出。同一個NFT在2022年以4,800萬美元標售，但最高出價只有280美元。[76]

### 投機工具
NFT數位收藏藝術品算是種投機資產。有專家就把NFT搶購潮當成泡沫經濟，並拿來與網際網路泡沫做比較。2021年3月數位藝術家Mike Winkelmann（Beeble）也稱NFT為「不理性的繁榮泡沫」。2021年4月中旬NFT需求下降導致價格大跌。金融理論學者William J. Bernstein則把NFT市場比喻成17世紀鬱金香狂熱，說任何投機泡沫都拿科技創新當賣點使人們興奮地投資，狂熱原因之一正是對產品過度預期的心理。

### 洗錢工具
NFT和區塊鏈證券代幣或傳統藝術品都同樣會被用來洗錢，NFT拍賣平台也難免面臨防制洗錢法規的監管壓力。中國人民銀行反洗錢監測分析中心主任苟文均表示NFT很容易成為洗錢工具，並細數各種新數碼技術層出不窮的非法運用，違法者還自詡是金融技術界的創新者。
美國財政部2022年2月研究報告指出：「證據顯示高價藝術品市場有洗錢風險」，包括「新興數位藝術品市場用NFT來洗錢。」並詳述NFT交易會是更好的洗錢選項，因為比實體藝術品買賣少了運送問題或複雜的保險手續。有些NFT交易所還被註記為「受金融犯罪執法局法規監管的虛擬資產服務商」。2022年3月也有兩位嫌疑犯因涉及一起1百萬美元NFT電信欺詐案而被起訴。

### 其他類型
- 2019年Nike申請CryptoKicks虛擬數位穿戴系統的專利，CryptoKicks系統將用NFT來驗證實體運動鞋的真假，並提供顧客虛擬版鞋款。[88]2022年4月Nike和旗下虛擬潮牌RTFKT聯名發布了首款虛擬球鞋NFT系列：RTFKT x Nike Dunk Genesis CryptoKicks。[89]

- 有建議可以販售活動門票NFT，[90][91]活動主辦方或表演者（而非黃牛）就可以保有轉售權。[92]

- 只要擁有特定NFT並經過認證，就可以加入某些NFT私人線上社群。[93][94]

## 區塊鏈規格

### 以太坊标准
以太坊社区采用了许多标准，有助于在项目的不同实现中保持统一的兼容性（例如以太坊客户和虛擬钱包)，并确保智能合约和 dapps 仍保持兼容。ERC-721（全称：Ethereum Request for Comments 721）就是其中NFT相关的标准。
隨著NFT的普及和ERC721的應用，出現了ERC721合約的改良版。當中包括ERC721A。ERC721A 是 IERC721 的一種實現，在一次交易中鑄造多個 NFT 可顯著節省Gas Fee。

#### ERC-721
所有 NFTs 都有一个uint256变量，名为tokenId，所以对于任何 ERC-721 合约，这对值contract address, tokenId 必须是全局唯一的。也就是说，dApp可以有一个「转换器」，该转换器使用tokenId输入和输出NFT对应的数字图像。
ERC-721由 William Entriken、Dieter Shirley、Jacob Evans、Nastassia Sachs 在 2018 年 1 月提出，是一个在智能合约中实现代币 API 的非同质化代币标准。它提供了一些功能，例如将代币从一个帐户转移到另一个帐户，获取帐户的当前代币余额，获取代币的所有者，以及整个网络的可用代币总供应量。 除此之外，它还具有其他功能，例如批准帐户中一定数量的代币可以被第三方帐户转移。

#### ERC-1155
ERC-1155標準於2018年6月由Witek Radomski、Andrew Cooke、Philippe Castonguay、James Therien、Eric Binet及Ronan Sandford提出。此標準可針對單一應用合約，提供同質代幣、非同質代幣（用ERC-1155建構ERC-721資產）及其他結構類型（例如半同質代幣，semi-fungible tokens）的多元組合。相較於ERC-721每創立一個代幣ID就對應一個單獨智能合約資產，在ERC-1155多元代幣標準下，每個代幣ID可以代表一系列不同類型的資產，並附加量化區塊以標示錢包中各類型資產的數量；同類型資產可以互換，要轉讓多少數量也可以。
ERC-1155標準下的NFT結構上更有彈性：擁有元數據、供應量與其他屬性；新功能包括：可一次傳輸多種代幣類型以節省交易成本、也可同時進行多個代幣交易（託管/原子交換）而無需逐一批准每個合約、可在單一應用合約中註明並混搭多種FT、NFT及SFT。

### 其他規格
- 比特幣現金支援NFTs。[101]
- 卡爾達諾區塊鏈平台（Cardano）在 2021年3月份更新原創代幣，可於無智能合約下創建NFT。[102]
- Flow區塊鏈（使用持有量證明共識模型）支援NFTs。謎戀貓於2021年3月宣布「不久的將來」將從以太坊轉換到Flow區塊鏈。[101]
- Solana區塊鏈支援NFTs。[103]
- Tezos是一個基於持有量證明的區塊鍊網絡，支援NFT藝術品的銷售。[104]

## 議題和批評

### 無法行使版權
由於NFT 的內容是公開的，任何人都可以輕鬆複製 NFT 導向的檔案。尤有甚者，得到NFT區塊鏈檔案的所有權，並不代表原作品的智慧財產權及法律保障會自然地讓渡過來。
人盡皆知複製NFT鏈接之圖像檔案有多容易，只要在瀏覽器選單中直接按右鍵另存就可以。 NFT粉絲瞧不起這種仿冒行為而稱之為「右鍵點擊者心態」， Vice 雜誌引述一位收藏家的看法：右鍵點擊者只是把NFT當作身分象徵，以「炫耀他們有能力支付這麼多錢」，而非真的理解NFT所有權的價值。
「右鍵點擊者心態」一詞迅速傳播開來，尤其是那些批評NFT市場的人，用來炫耀自己有能力輕輕鬆鬆就掌握NFT數位藝術。澳大利亞程式人員Geoffrey Huntley突顯了這個問題，他以海盜灣為藍本，創建了「NFT海盜灣」：把以太鏈和SOL鏈上所有的NFT文件打包成一個17.76 TB的壓縮檔，並將其種子檔案放在NFT海盜灣上供所有人下載。Huntley說這樣做的靈感是來自寶琳·沒穿褲子（Pauline Pantsdown） 的作品〈我不喜歡它 （页面存档备份，存于）〉，並希望能夠幫助用戶更了解NFT是什麼和不是什麼。

### 鏈下儲存

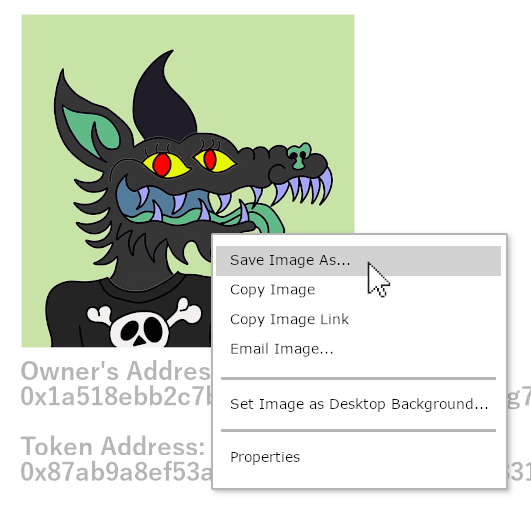
NFT和網路上大部分圖片一樣，都可以單擊右鍵另存檔案。

NFT數位藝術通常不會將關連作品儲存在區塊鏈上，因為這種檔案都很大。這類代幣的作用就像所有權證明，以網址來指向該藝術品，因此失效連結會是直接的傷害。

### 環境衝擊的疑慮
合併前的NFT買賣與區塊鏈交易，伴隨著大量耗能和後續的溫室氣體排放。所有形式的以太坊交易當然都會對環境產生影響，重點在於交易的規模大小。
然而，以太坊於 2022 年 9 月 15 日完成合併（The Merge），意味著以太坊已由高耗能的工作量證明過渡到權益證明共識機制，能源消耗減少了約 99.95%。Youtube 每年能源消耗為以太坊的 4600 倍。
合併前監管和驗證以太坊等網路區塊鏈交易所需的工作量證明協定會消耗大量電力。要估計某筆 NFT交易的碳足跡，需多方假設和計算該交易在區塊鏈上的建立方式、礦工的商業行為與採礦設備的能源需求，以及這些網路所使用的可再生能源數量。另外有一些概念性問題，例如：購買NFT的碳足跡是否應該合併網路底層運營之能源需求來評估，或只評估單一購買所造成的邊際效應即可。類比而言，航空公司既定航班所追加的乘客，其碳足跡應該怎麼計算？
採用持有量證明之類驗證協定的NFT技術，每驗證週期所使用的能量要少得多。減少用電的方法還有將鏈下交易算入鑄造的一部分。 許多NFT藝術網站希望能解決這類環保問題，有些正投向較少碳足跡的技術和協定，有些則在交易時以購買碳權作為補償，當然這樣做對環境是否有幫助仍然受到質疑。有時候藝術家以拒售部分作品來限制碳排放，也有所謂的「環境友好NFT」。

### 交易手續費
銷售平台向藝術家和買家收取費用的項目包括了鑄幣、上架、認購和二手買賣等。雖然邁克·温克爾曼（Beeple）的巨型拼貼作品《每一天：前5000天》的成交價高達6,930萬美元，2021年3月NFT市場分析隨即指出，多數NFT藝術品賣不到200美元，其中三分之一甚至低於100美元。成交價低於100美元的NFT藝術家所支付的平台手續費卻佔成交價的72.5%～157.5%不等，平均約100.5%，入不敷出。

### 剽竊和詐欺問題
未經本人許可就出售其NFT作品的案例不勝枚舉。例如：加拿大籍藝術家韓青（qinniart）於2020年逝世，其身分遭冒用，許多作品都有NFT可買。還有駭客冒名英國塗鴉藝術家班克西（Banksy），在2021年以24.4萬英鎊的價格出售了NFT偽作〈氣候變化災難的巨大重分配〉，後來在媒體關注下才把扣除手續費5,000英鎊的款項退給買家。
剽竊並創建NFT作品很容易，加上可以匿名鑄造，使人很難對剽竊者採取法律行動。
針對藝術家的投訴，有些NFT平台建立了「擒摔隊」來下架抄襲作品。像OpenSea就有規定禁止剽竊和深偽技術（變造的親密圖像），但這些努力還是受到批評，認為平台對下架請求的回應很慢，甚至來詐騙藝術家的就是自稱代表OpenSea的用戶。更有人認為沒有誘因來鼓勵平台打擊抄襲才是根本問題。
- 詐騙犯可以透過「睡眠鑄造」（sleepminting）的程序，直接在藝術家的電子錢包鑄造NFT，卻保留提取權限，因而可以在當事人不知情的情況下將NFT轉回自己的帳戶。[124]有白帽駭客就示範了用這種手法偽造了藝術家Beeple的NFT。[125]

- 抄襲問題促使DeviantArt網站創建了網路機器人，來搜索和比對用戶的作品和NFT平台上流通的作品。如果機器人發現類似的，就會警告用戶並引導他們聯絡平台，將仿冒的作品下架。[29]

- BBC報導了一起內幕交易，有OpenSea的員工因事先知道某些NFT將在公司網站上做宣傳，於是在推出之前就先買下它們。NFT交易市場尚未受到監管，故無法對類似濫權行為尋求法律上的救濟。[126]

- Adobe宣布Photoshop將支援NFT，打算把星際文件系統數據庫當作替代方案，以確保數位作品的真實性。新功能可創建「內容證書」，顯示創作者的身分和編輯歷史，確保他們擁有作品所有權，並打擊市場上的錯誤資訊。[127]
- 鑒於政府對NFTs普遍缺乏管控，某些NFT支付價格和藝術家銷量透過「洗售」（Wash Trading）而故意灌水也就司空見慣。[128][129][130]

### 安全漏洞
2022年1月有報導指出，有些賣家用NFTs來收集用戶的IP地址。

### 金字塔推銷/龐氏騙局
NFT市場的結構有點類似於金字塔推銷或龐氏騙局，先發者的獲利來自於後進者的投資。

### 捲舖蓋跑路
「捲舖蓋跑路」（Rug pulls）是種騙局，類似退場騙局（Exit scam）或哄抬拋售詭計（pump and dump），NFT或區塊鏈專案的開發者先炒作其價值以哄抬價格，接著突然出售所有代幣並套取巨額利潤，或用其他方式終止專案，造成NFT難以流通，永久地失去價值。捲舖蓋跑路已變成購買NFT時日益普遍的風險，有些捲舖蓋跑路案例的詐取金額可達數十萬至數百萬美元。根據2021年的分析，加密貨幣相關詐騙收入有37%來自捲舖蓋跑路。

## 流行文化
- 2021年3月27日綜藝節目《週六夜現場》中的某個角色用Rap向美國財政部長珍妮特·葉倫（凱特·麥金農飾演）解釋NFT。[136]

- 2021年Paramount+ 的電影《南方公園：Covid後40年：Covid再臨》中，塑造出Butters Stotch「混沌教授」人格的成人角色，在2061年詐騙人們購買NFT。電影敘述這是項糟糕的投資，但混沌教授詐騙得過於熟練，所以後來被關進了精神病院。[137]